# جشنواره فیلم تائورمینا
جشنواره فیلم تائورمینا، یک جشنواره فیلم‌های تاریخی ایتالیایی است که در سال ۱۹۵۵ تحت نام جشنواره بین‌المللی نقد و بررسی فیلم مسینا و تائور مینا (به ایتالیایی: Rassegna Cinematografica Internazionale di Messina e Taormina)آغاز به کار کرد. جشنواره که از سال ۱۹۷۱ در تائور مینا برگزار می‌شود، سالانه میزبان تعداد زیادی از بازیگران بین‌المللی سینما مانند: الیزابت تیلور، مارلنه دیتریش، سوفیا لورن، کری گرانت، رابرت دنیرو، کالین فرث، مارلون براندو، چارلتون هستون، آدری هپبورن، گریگوری پک، ملانی گریفیث، تام کروز و آنتونیو باندراس در میان دیگران بوده است. جایزه این جشنواره به نام روبان نقره‌ای (به ایتالیایی: Nastro d'Argento) است.

## دریافت کنندگان پیشین

### افتخارات
| بازیگران - مارلون براندو - جک نیکلسون - لیام نیسون - ریچارد برتون - آل پاچینو - تام کروز - رابرت ردفورد - مایکل داگلاس - شون کانری - داستین هافمن - وارن بیتی - رابرت دووال - کری گرانت - هنری فوندا - پیتر اوتول - لارنس اولیویه - جک لمون - والتر ماتائو - مارچلو ماستریانی - رکس هریسون - چارلتون هستون - راد استایگر - آنتونیو باندراس - گری کوپر - ویلم دافو - ایو مونتان - ژان لویی ترنتینیان - مت دیلون - آلن دلون - ویتوریو گاسمن - جانکارلو جانینی - فرد آستر - فیلیپ نوآره - الیویا هاسی (۱۹۶۹) - جنیفر جونز (۱۹۷۵) - دبورا کار (۱۹۵۹) | کارگردانان و تهیه کنندگان - فرانسیس فورد کاپولا - مارتین اسکورسیزی - دیوید لین - پیتر ویر - پدرو آلمودوار - استیون اسپیلبرگ - میلوش فورمن - آکیرا کوروساوا - استیون فریرز - رومن پولانسکی - سیدنی پولاک - پل اشریدر - جوئل شوماخر - اینگمار برگمان - جان شلزینجر - جین کمپیون - رابرت آلتمن - میکل‌آنجلو آنتونیونی - باب فاس - جان هیوستون - نورمن جویسون - استنلی کریمر - ویتوریو دسیکا - فدریکو فلینی - روبر برسون - ریچارد بروکس - میلنا کانونرو - سوفیا کوپولا - سرجو لئونه - جوزف لوزی - جیلو پونته‌کوروو - آندری تارکوفسکی - هاگ هادسون - جوزپه تورناتوره - کژیشتف زانوسی - فرانکو زفیرلی - لوکینو ویسکونتی - بیلی وایلدر - مایک لی |

## نگارخانه

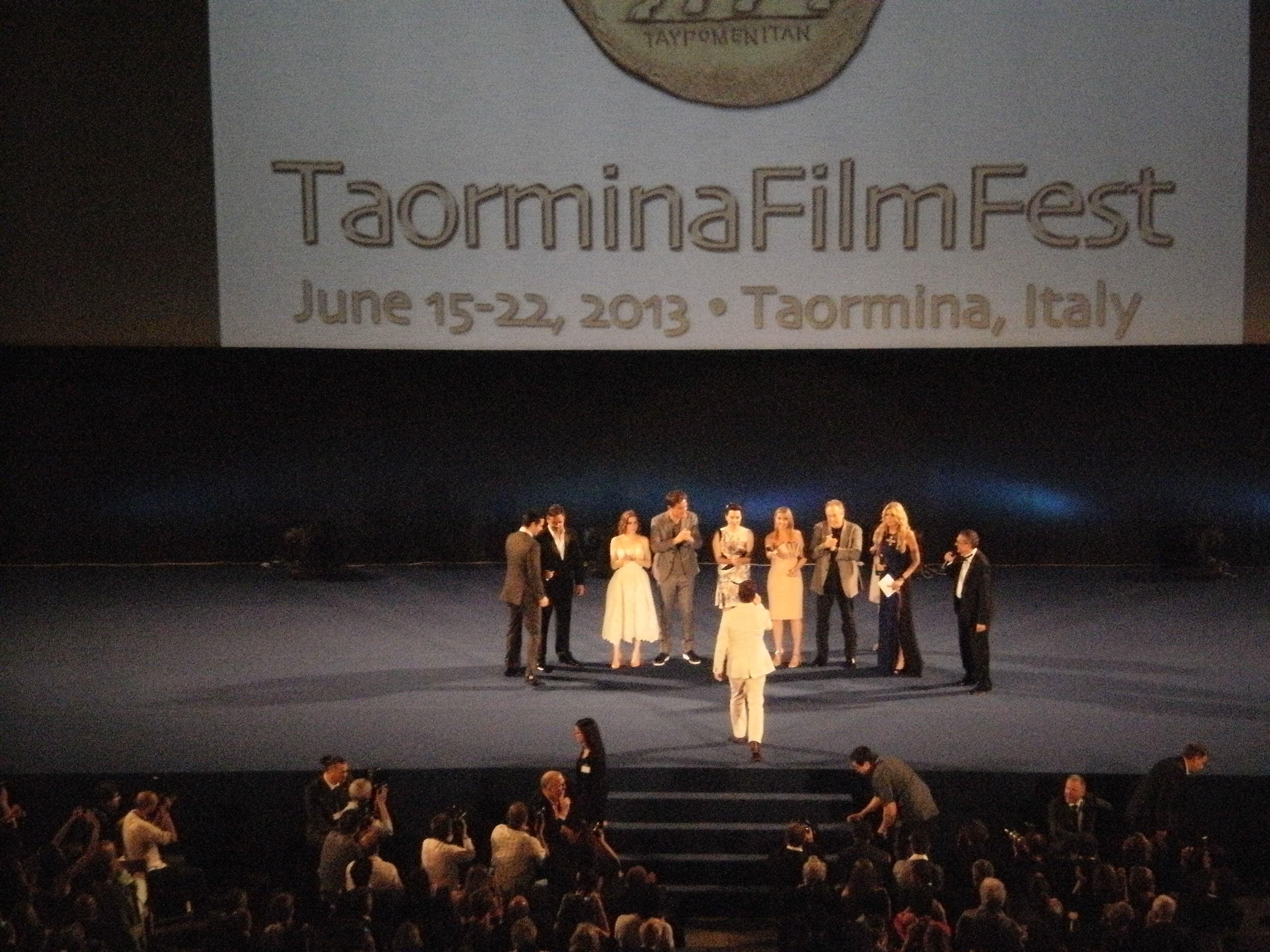
جشنواره فیلم تائورمینا
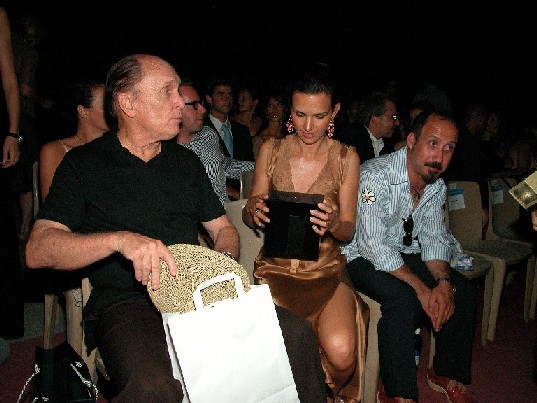
رابرت دووال
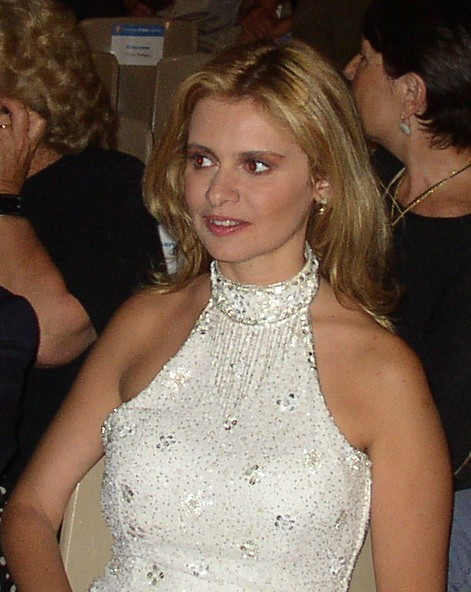
دبورا کاپریولیو
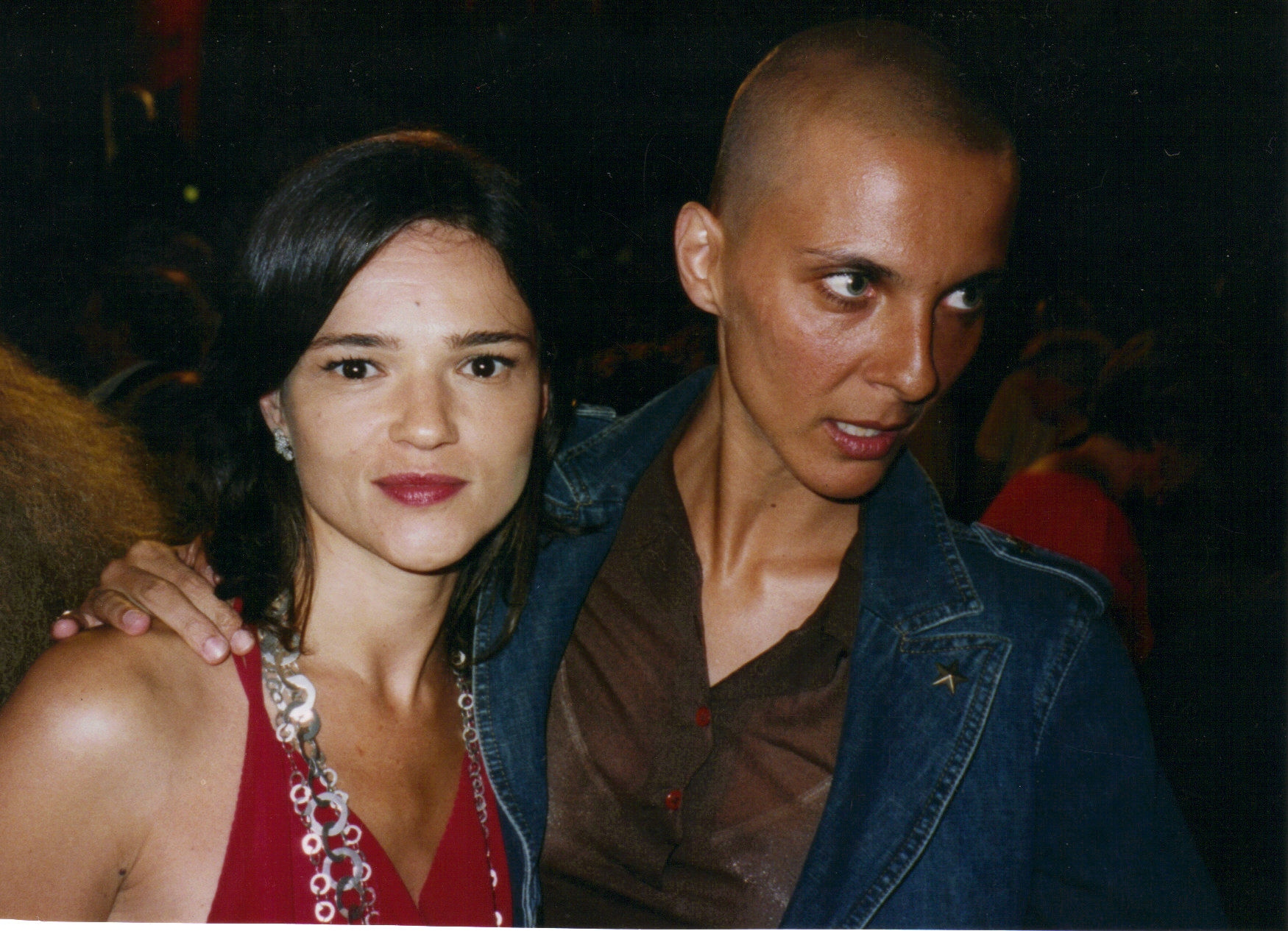
کیارا کازلی و روزالیندا چلنتانو در جشنواره فیلم تائورمینا
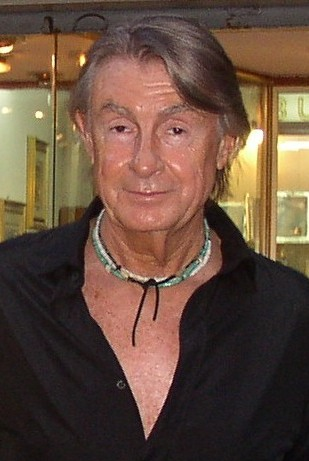
جوئل شوماخر
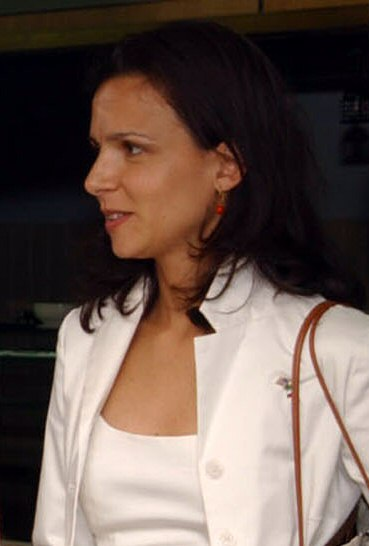
لوچیانا پدراتسا
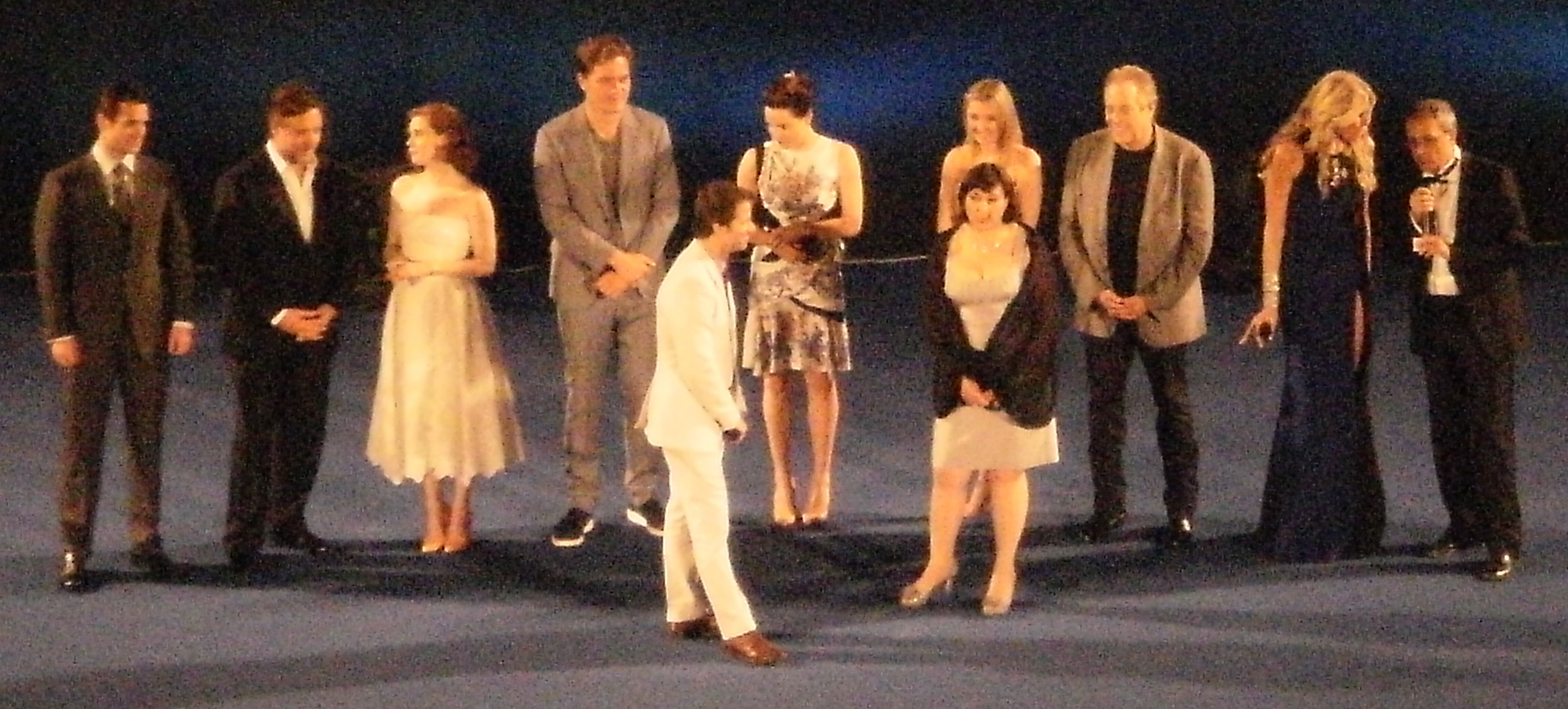
تمام بازیگران مرد پولادین
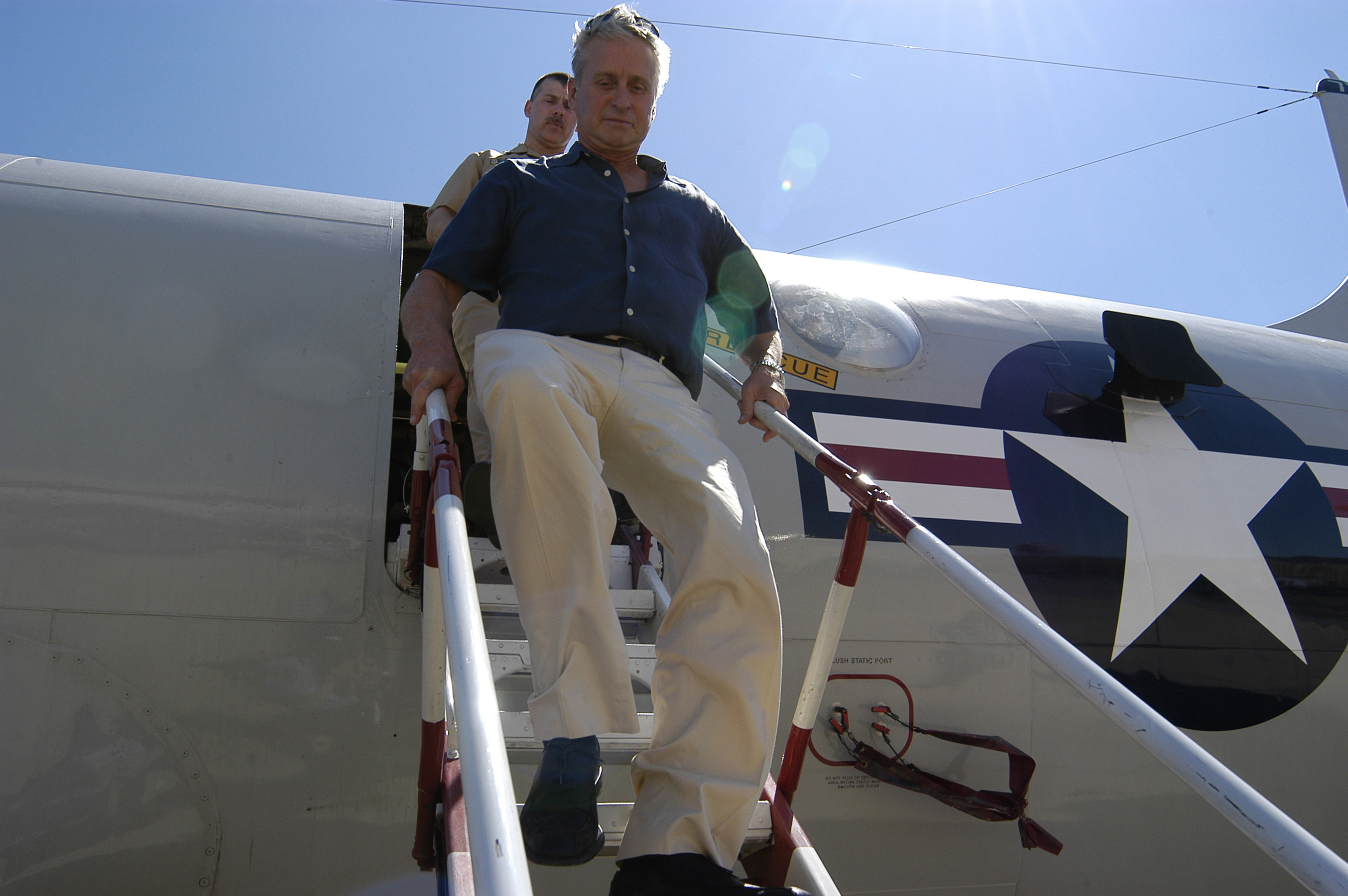
مایکل داگلاس